# Beaubourg
| 전문가 평가 | 전문가 평가 |
| 평가 점수   | 평가 점수   |
| 출처        | 점수        |
| ----------- | ----------- |
| AllMusic    | [ 2 ]       |

《Beaubourg》는 1978년 7월에 발매된 그리스의 전자 음악 작곡가 반젤리스의 스튜디오 음반이다. 그것은 런던 니모 스튜디오의 반젤리스가 프로듀싱한 네 번째 음반이었고 RCA 레코드를 위한 그의 마지막 음반이었고, 아방가르드한 실험적인 음반이다.

## 배경
그것은 동음이의 복합 지역, 특히 파리의 퐁피두 센터 건축에서 영감을 받은 콘셉트 음반이다. 그는 1977년에 이 지역을 방문했고, "저는 매우 인상 깊었습니다. 저는 런던으로 돌아왔고 저의 음반 《Beaubourg》를 빠르게, 즉흥적으로 녹음했습니다. 그래서 저는 《Beaubourg》를 '느꼈지만' 그것이 제가 30가지의 다른 방식으로 《Beaubourg》를 다시 녹음할 수 있는 유일한 것은 아닙니다."라고 말했다. 그 녹음은 그가 한 달도 채 걸리지 않았다.
반젤리스는 처음에는 많은 사람들이 듣는 데 어려움을 겪었지만 나중에는 높이 평가했다고 언급했다. 그는 그것이 배경에서 재생될 수 있다고 말했다.
반젤리스는 RCA 레코드가 "내 네 개의 음반 중 어느 것도 믿지 않았다"거나 그의 예술 활동에서 "이 음반을 내기 위해 용기가 필요했다"고 표현했고, 그럼에도 불구하고 그는 "매우 '다른' 전자 음악의 디스크를 일부러 녹음한 혐의를 받았다"고 말했다. 그럼에도 불구하고 그는 폴리도르 레코드를 위해 RCA를 떠나기로 결정했다.

## 구성
전적으로 신시사이저 기반이고, 매우 실험적이고 추상적이고, 《Hypothesis》 (1971년에 녹음되고 1978년에 비공식적으로 발표됨)과 함께, 종종 반젤리스의 가장 접근하기 어려운 작품들 중 하나로 여겨진다. 음악적으로 표현력이 있고, 단조로운 멜로디가 갑자기 왜곡된 소음으로 흘러 들어간다.

## 곡 목록
모든 곡들은 반젤리스에 의해 작곡하였다.
| #  | 제목                   | 재생 시간 |
| -- | ---------------------- | --------- |
| 1. | 〈Beaubourg, Part I〉  | 18:09     |
| 2. | 〈Beaubourg, Part II〉 | 21:05     |